# Skibidi Toilet
Skibidi Toilet ist eine Machinima-Webserie von Alexey Gerasimov, die ab Februar 2023 auf dessen YouTube-Kanal DaFuq!?Boom! hochgeladen wurde.
Die Serie zeigt einen Krieg zwischen den Skibidi Toilets – sich selbst fortbewegenden Toiletten, in deren Schüsseln sich singende menschliche Köpfe befinden – und Cyborgs, deren Köpfe aus Kameras, Lautsprechern oder Fernsehern bestehen.
Die kurzen Clips sammelten schnell Millionen von Aufrufe und wurden auf YouTube und TikTok zu einem Meme. DaFuq!?Boom! wurde durch diese Serie mit 2,9 Milliarden Aufrufen der meistgesehene YouTube-Kanal im Juni 2023. Einzelne Clips hatten bis zu 800 Millionen Aufrufe.
Skibidi Toilet  wird als Phänomen der Generation Alpha beschrieben, dem frühere Generationen mit Unverständnis gegenüberstünden, was bis in eine moralische Panik gipfeln könne.

## Konzept

Fan-Art von Skibidi Toilet

Die titelgebenden Charaktere der Serie sind sich selbst fortbewegende Toiletten, die einen lebendigen Menschenkopf in der Schüssel haben. Dieser singt ein Mashup der Songs Give It to Me von Timbaland und Dom Dom Yes Yes des bulgarischen Künstlers Biser King, die Erkennungsmelodie der Skibidi-Toiletten. Wird bei den Toiletten die Spülung betätigt, werden sie getötet, indem der Kopf heruntergespült wird. Die Fraktion der Toiletten versucht eine Welt zu erobern, welche von humanoiden Wesen verteidigt wird, deren Köpfe aus Kameras, Lautsprechern oder Fernsehern bestehen. In Folge entwickelt sich ein ausgewachsener SciFi-Krieg zwischen den Toiletten und ihren Antagonisten. Schauplatz dieser Schlachten ist oftmals eine Stadt, deren Aussehen an New York erinnert. Als Lied der Widerstandskämpfer wird in einigen Folgen Everybody Wants to Rule the World verwendet, der Hit von Tears for Fears aus dem Jahr 1985. Die Videos enthalten in der Regel keine Dialoge.
Im Laufe des Krieges rüsten die beiden Fraktionen immer mehr auf. Sie entwickeln stärkere und besser bewaffnete Kämpfer. Während die unterschiedlichen Charaktere von offizieller Seite nur selten benannt werden, haben sich unter regelmäßigen Zuschauern für alle markanten Kämpfer Namen etabliert.
Die Clip-Serie enthält Anspielungen auf Videospiele. So ist das Aussehen des Anführers der Toiletten dem Charakter G-Man aus dem Ego-Shooter Half-Life entlehnt, und die von den kameraköpfigen Menschen aufgeführten Tänze stammen aus dem Battle-Royale-Spiel Fortnite.

## Hintergrund
Skibidi Toilet wird vom georgischen Animator Alexey Gerasimov mit Source Filmmaker produziert. Der erste Kurzfilm wurde am 7. Februar 2023 veröffentlicht. Laut Gerasimov entstand die erste Episode nur als Lückenfüller. Aufgrund des Erfolgs habe er aber weitere Videos mit ausgefeilterer Handlung produziert und seinen Youtube-Kanal auf Skibidi Toilet spezialisiert. Die Videos sollten vor allem unerwartet und random sein, eine tiefere Bedeutung oder eine politische Botschaft gebe es nicht.
Das Wort Skibidi stammt aus dem Text des Liedes Dom Dom Yes Yes, das durch ein auf TikTok populäres Meme bekannt wurde.
Skibidi Toilet ist auch Thema des millionenfach heruntergeladenen Videospiels Skibidi Wars: Toilets Attack.

## Geplante Verfilmung
Im Sommer 2024 wurde bekannt, dass Filmproduzent Adam Goodman, ehemaliger Präsident von Paramount Pictures, zusammen mit Produzent und Regisseur Michael Bay eine Verfilmung des Stoffes ins Auge gefasst habe. Sowohl ein Spielfilm als auch eine Fernsehserie seien möglich.

## Rezeption

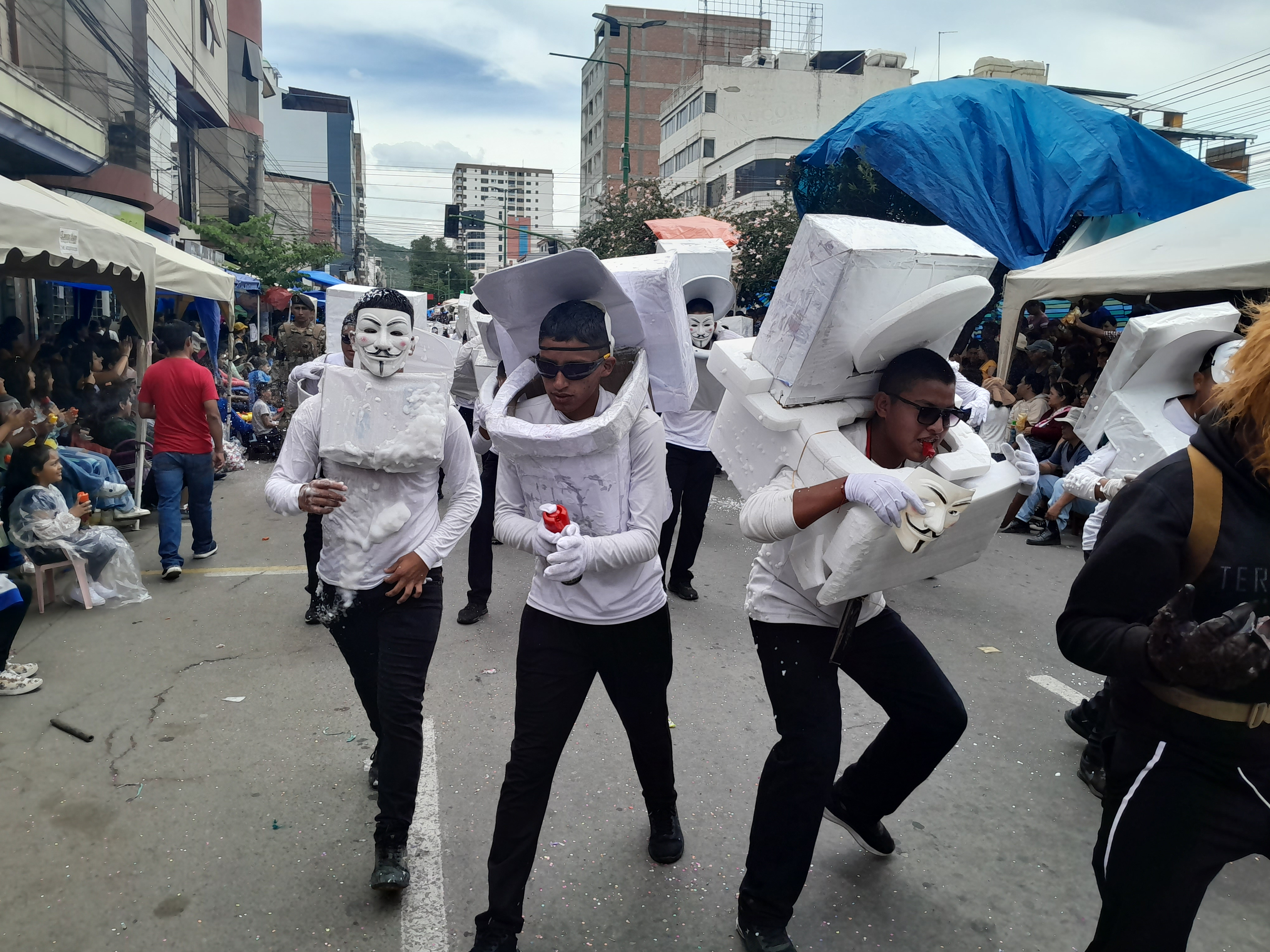
„Skibidi Toilets“ am Karneval in Cochabamba, Bolivien

Im Magazin Dazed wird Skibidi Toilet als „hektisch, unvorhersehbar, witzig und manchmal wirklich beunruhigend“ bezeichnet. Neben der gruseligen Optik wird im Magazin Newsweek die Musik als wesentliches Merkmal genannt. Skibidi Toilet ist vor allem bei einer jüngeren Zuschauerbasis beliebt und wird als Phänomen der Generation Alpha angesehen. Business Insider beschreibt Skibidi Toilet als ein Meme, das viele Vertreter der Generation Z nicht mehr nachvollziehen könnten, und sich deshalb alt und out of touch fühlen würden.
Der Journalist Dani Di Placido stellte in Forbes fest, dass Skibidi Toilet sogar sowas wie eine moralische Panik ausgelöst habe, da viele Eltern den Eindruck hatten, was auch immer Skibidi Toilet sei, es könne nicht gut für ihre Kinder sein. Auch The Guardian sah in einige Reaktionen auf Skibidi Toilet eine moral panic und berichtete von Webseiten, die vor einem Skibidi-Toilet-Syndrom gewarnt hätten. Das Phänomen wurde auch mit dem Begriff des „Brainrot“ in Verbindung gebracht.
Die deutsche Sozialwissenschaftlerin Katja Rost erklärte den Erfolg der Serie unter anderem damit, dass „die Mischung aus Star Wars und dem Kacka-Thema“ den Kindern gefalle. Die meisten Eltern fänden die Serie sicherlich grauenvoll, was für die Kinder wiederum eine Art Rebellion sei.
Als die Late Show with Stephen Colbert im Mai 2024 den amerikanischen Präsidenten Joe Biden als Skibidi-Toilette darstellte, bezeichnete das Online-Magazin Kotaku diesen Einspieler als das Schlimmste, was Stephen Colbert je gemacht habe. Es sei „unglaublich deprimierend“ und würde von den Zuschauern nicht verstanden werden.
Laut Tubefilter war DaFuq!?Boom! im Juni 2023 der meistgesehene YouTube-Kanal. Die Videos erzielten mehrere Milliarden Aufrufe. Der Erfolg wird auch auf den Einfluss bekannter Streamer und Gamer zurückgeführt, die darauf reagierten.